# The Pipettes
The Pipettes est un groupe d'indie pop britannique, originaire de Brighton, en Angleterre. Le groupe compte 2 albums, We Are the Pipettes et Earth vs. The Pipettes ainsi que plusieurs singles ; le plus populaire étant Pull Shapes.

## Biographie
Les Pipettes sont formées à Brighton, de la rencontre du guitariste DJ et acteur Bobby Barry passionné par la musique de Phil Spector et de la Motown et de la chanteuse Julia Clark-Lowes désireuse de mettre en pratique les théories formulées par les membres du groupe KLF dans leur livre Le Manuel: ou comment décrocher la première place des charts facilement. 
Les musiciens qui se font appeler les « Cassettes » apparaissent rarement lors des séances de promotion, ce qui ajoute une aura de mystère au groupe. Les Pipettes désignent à la fois le duo féminin de chanteuses et le groupe dans son ensemble. En rupture avec l'essentiel de la production rock britannique indépendante majoritairement masculine, le groupe revendique son statut de concept-band et se définit comme une machine pop. La marque de fabrique visuelle des chanteuses est le port de tenues à pois. Chacune de leur chanson est accompagnée d'une chorégraphie spécifique.
À cette fin, ils constituent en 2003 un groupe composé de trois chanteuses Julia, Becki et Rose et de quatre musiciens Joe, Jon, Seb et Bobby. La composition originelle évolue en 2005 lorsque Julia quitte le groupe et est remplacée par Gwenno. Leur premier album studio, We are the Pipettes, est publié en 2006. Le single Pull Shapes, diffusé le 15 mai 2006 sur BBC 1 est publié le 3 juillet 2006 et atteint la 26e des UK Charts.
Le 27 juin 2007, Joe, qui souhaite se concentrer sur son groupe Joe Lean and the Jing Jang Jong, quitte le groupe. Jason Adelinia le remplace alors. Le 18 avril 2008, le site officiel des Pipettes annonce le départ de Becki et de Rose. Elles sont alors remplacées par Ani Saunders, la petite sœur de Gwenno, et Anna McDonald, que le grand public ne connait pas. Dans le même temps, le batteur Jason part et est remplacé par Alex White. Le 12 novembre, Anna annonce son départ du groupe et est remplacée le 11 février 2009 par Beth Mburu-Bowie. Celle-ci est alors partie en tournée et a enregistré le deuxième album jusqu'à fin 2009, quand elle s'est séparée des Pipettes. Son chant sera entièrement remplacé.
Le 12 février 2009, un nouveau morceau, Our Love Was Saved By Spacemen, et son clip, sont publiés sur le site web des Pipettes. Il est bien accueilli par les médias comme PopJustice et PopMatters.
Leur deuxième album Earth vs. The Pipettes, est publié le 6 octobre 2010 au Royaume-Uni.

## Autres activités
Becki, Rose et Julia chantent Sometimes Always, une chanson de l'album Give Blood sorti en 2005  par Brakes. Monster Bobby a enregistré un album solo, Gaps, en août 2007.
D'après le forum officiel du groupe et le site du DJ Adam Walton (qui travaille pour BBC Radio Wales), Gwenno est en train de travailler sur un album solo qu'elle espère enregistrer cette année, et qu'elle décrit comme « Ace of Base produit par The Postal Service. »

## Membres
- Gwenno Saunders - chant, clavier
- Ani Saunders - chant
- Monster Bobby (Bobby Barry) - guitare
- Jon (Jon Falcone) - basse
- Seb (Seb Falcone) - clavier
- Alex White - batterie

## Discographie

### Albums studio
- 2006 : We Are the Pipettes
- 2010 : Earth Vs. The Pipettes

### Singles
- 2004 : Pipettes Christmas Single
- 2005 : I Like a Boy in Uniform (School Uniform)
- 2005 : ABC
- 2005 : Judy
- 2005 :  Dirty Mind (We Are the Pipettes)
- 2006 : Your Kisses are Wasted on Me (We Are the Pipettes)
- 2006 : Pull Shapes (We Are the Pipettes)
- 2006 : Judy (Earth vs. the Pipettes)
- 2010 : Our Love Was Saved By Spacemen (Earth vs. the Pipettes)
- 2010 : Stop the Music (Earth vs. the Pipettes)
- 2010 : Call Me (Earth vs. the Pipettes)

### EP
- 2006 : Meet the Pipettes
- 2007 : Your Kisses Are Wasted On Me

### Autres
- 2005 : Kiss Kiss Bang Bang
- 2006 : Rough Trade Counter Culture Compilation 2005
- 2006 : The Memphis Family Album